# Hachioji
Hachiōji (八王子市, Hachiōji-shi) é uma cidade japonesa localizada na província de Tóquio.
Em 2003, a cidade tinha uma população estimada em 545 695 habitantes e uma densidade populacional de 2 928,96 h/km². Tem uma área total de 186,31 km².
Alguns pontos turísticos populares em Hachioji incluem:
1. Parque Nacional de Takao: Um belo parque natural com trilhas para caminhadas, fontes termais naturais, templos e santuários
2. Castelo de Hachioji: Um castelo reconstruído do período Edo que agora abriga um museu de história local.

Além dessas atrações, Hachioji tem uma grande variedade de lojas, restaurantes e bares, tornando-se um destino popular para os moradores locais e turistas que procuram experimentar a cultura japonesa.
Recebeu o estatuto de cidade a 1 de Setembro de 1917.